# The Path
The Path（ザ・パス）は、ベルギーのゲームソフト開発スタジオTale of Talesが製作した、童話『赤ずきん』をモチーフにした短編ホラーゲーム。

## 概要
森の中で病気で寝たきりの祖母の元に、都会に住む母が6人の娘を使いに出すというゲーム。　母は娘を送り出す時に、「道草をしてはいけませんよ。」と言い聞かせて使いに出す。　祖母の家への道はまっすぐで子供でも迷うことはないが、森の奥にはそれぞれの年頃の女の子が陥りやすい危険な誘惑（オオカミ）がいて、好奇心に負けて、言いつけにそむいて道草をするのを待っているという設定になっている。　
ゲームの目的は、彼女たちがもし誘惑に負けてオオカミに遭遇してしまうと、どのような結末をたどるのかを知ることである（ただし結末は象徴的で一義的なものではない。）。　ゲームには時間制限はなく、倒すべき敵もおらず、謎解きの難易度は低い。そしてゲームには目的はあってもクリア条件は決まっておらず、母の言いつけどおり道草をせず祖母の家に行っても良いし、道草して象徴的なアイテムを集めて、オオカミに遭わずに祖母の家に行っても良く、不運にも深入りしすぎてオオカミに遭遇してもクリアとなる。途中で御遣いをあきらめて来た道に戻って、家に電話して帰っても（やり直ししても）構わないという自由が与えられている。　

## 登場人物
登場人物は6姉妹という設定になっている。
- ロビン (Robin) - 9歳。赤いブーツに赤いフード付きのコートを着ている少女。
- ローズ (Rose) - 11歳。黒いロングヘアで赤袖のついた黒のワンピースの少女。
- ジンジャー (Ginger) - 13歳。黒のTシャツに赤いベルトの短パンの少女。
- ルビー (Ruby) - 15歳。黒いロングヘアでなぜか足が義足という設定になっている。
- カルメン (Carmen) - 17歳。　レオタードにスパッツ、ハイヒールの少女。
- スカーレット (Scarlet) - 19歳。バンダナをつけて赤いケープをまとった、黒いシャツの少女。

## 受賞・ノミネート歴
- Independent Games Festival 2008のビジュアルアート部門の優秀賞にノミネート[2]。
- Bilbao, Spain's hóPLAY International Video Game Festival 2010のベストサウンド部門およびベストデザイン部門の両方を受賞[3]。
- European Innovative Games Award 2010の「Innovative Game Design」部門を受賞[4]。